# Русский дом (журнал)
«Ру́сский дом» — российский журнал православно-патриотического направления, выходивший в Москве с 1997 года. Девиз журнала: «Журнал для тех, кто любит Россию».
Главный редактор — Александр Николаевич Крутов. Генеральный директор издательства — Ирина Владимировна Крутова. Учредитель журнала — Фонд русской культуры.

## История
Учредителем журнала стал созданный незадолго до того Фонд Русской культуры. Первый номер журнала, открывался колонкой главного редактора Александра Крутова, который в том числе писал:

Четыре основы у «Русского Дома»: Вера православная; Земля, данная нам Богом для жизни и пропитания; Семья, без которой немыслимо бытие; безопасность — то, что обеспечивает сохранность Веры, Земли, Семьи.
Так сложился наш телевизионный «Русский Дом», таким будет и наш журнальный «Русский Дом». У его очага мы будем рассказывать о радостях, достижениях, горестях и печалях русских людей, о том, каким путём мы идем к Богу, как любим, работаем, воспитываем детей…
Как возникла идея создания одноименного передаче журнала?
Нашу программу в силу технических причин смотрят только на территории столицы. Московской и близлежащих к ней областях, А ведь русские люди живут и во всех других регионах страны. Там, где передач, подобных «Русскому Дому» попросту нет.
И все же нас знают и в бывших советских республиках, за рубежом. В редакцию приходят письма, звонят люди не только с просьбой повторить ту или иную передачу, но и прислать кассеты продолжить заинтересовавшие зрителей темы.
Проанализировав зрительские интересы и не рассчитывая, что нам в ближайшее время дадут время на центральных каналах телевидения, мы и решили создать приложение к передаче — журнал «Русский Дом», Тем более, что на юбилейной встрече с нашими почитателями это был их главный наказ.

Первые номера журнала выходили под девизом: «Журнал для тех, кто ещё любит Россию». С № 7 за 1998 год — с подзаголовком «Журнал для тех, кто любит Россию»
По «проблеме ИНН» журнал занял умеренно-«антиИННовскую» позицию.
21 июля 1999 году журнал был зарегистрирован в Государственном комитете Российской Федерации по печати (Свидетельство о регистрации № 015550).
В декабрьском номере журнала за 2023 год его главный редактор Александр Крутов объявил, что данный номер будет последним:

Мы делали всё, чтобы сохранить журнал, но, как говорится, есть желание и силы, но нет денег. Я говорю всем спасибо. Всем, кто участвовал в издании нашего журнала: и тем, кого нет, и ныне живущим. Всем, кто помогал молитвой и рублём, всему коллективу и всем читателям. Спаси вас Господь.
Старец архимандрит Иоанн (Крестьянкин), благословивший вместе с протоиереем Николаем Гурьяновым наш журнал, сказал: «Россия, будь такой, какой ты нужна Христу». В этих словах выражена наша национально-государственная идея, в служении которой предстоит жить России в XXI веке и которой служил наш журнал «Русский Дом». Я не говорю: «Прощайте». Я говорю: «ДО СВИДАНИЯ!»

Тем не менее, благодаря поддержке читателей и спонсоров журнал продолжил выходит, но уже не каждый месяц, а раз в три месяца: зима, весна, лето, осень. 

## Отношения с Русской православной церковью
Журнал является частным изданием и, хотя и отражает православную точку зрения на социальные и иные проблемы, официальным органом Московской Патриархии не является. По некоторым оценкам, журнал может быть отнесён к числу православных СМИ, которые, не являясь официальными изданиями Патриархии, пользуются, тем не менее, поддержкой священноначалия и опираются на его «административный ресурс».
Журнал позиционирует себя как продолжателя традиций журналов «Москвитянин», «Время».
Иногда считается, что журнал поддерживается «фундаменталистской» группой внутри РПЦ, объединённой вокруг Сретенского монастыря в Москве. О приверженности издания «православному фундаментализму» утверждал и бывший священник РПЦ (МП) Глеб Якунин. По другим оценкам, издание может быть отнесено к «умеренному флангу православных националистов».
Патриарх Алексий II в 2007 году поздравил журнал в связи с его 10-летием.
При этом РПЦ (МП) в некоторых случаях приходилось дистанцироваться от позиции издания. Так произошло, в частности, после публикации в «РД» (№ 4 за 2007 г.) статьи православного миссионера священника Даниила Сысоева «Размышления о протопопе Аввакуме, церковной смуте и любви к Родине», содержащей довольно резкую критику в адрес старообрядчества, когда ОВЦС МП направил на имя старообрядческого митрополита Корнилия (Титова) письмо, в котором подчеркнул, что «нас огорчает факт появления статьи, противоречащей общему церковному курсу взаимоотношений со старообрядцами, направленному не только на соблюдение такта и доброжелательности, но и на установление братских во Христе отношений. Однако надо иметь в виду, что журнал „Русский Дом“ представляет собой не официальное церковное, а частное издание».

## Критика
Историк церкви при Бременском университете Николай Митрохин так охарактеризовал «Русский дом»: «Гнали кагэбэшную пургу про коварный зарубеж, такой кагэбэшный русский национализм, который, как выяснилось, Путин и представляет».

## Редакционная коллегия
- Митрополит Тихон (Шевкунов)
- Александр Александрович Бобров
- Юрий Юрьевич Воробьевский
- Николай Сергеевич Леонов
- Владимир Владимирович Личутин
- Андрей Викторович Полынский
- Виктор Николаевич Тростников